# مگ‌ایران
مگ‌ایران یا بانک اطلاعات نشریات کشور یک کتابخانه دیجیتال است که در سال ۱۳۸۰ بنیانگذاری شده و شامل نسخه‌های دیجیتالی‌شدهٔ ژورنال‌های علمی است که در حال حاضر، امکان جستجو در میان متن کامل ۱٫۵۰۰ ژورنال را فراهم می‌آورد. برای دسترسی کامل به پایگاه باید ثبت نام کرد اما دسترسی به برخی موارد مانند روزنامه‌ها، بدون ثبت نام نیز مقدور است.